# История почты и почтовых марок Мали
История почты и почтовых марок Мали описывает развитие почтовой связи в Мали, не имеющем выхода к морю государстве в Западной Африке (бывшая французская колония Французский Судан), граничащем с Алжиром на севере, Нигером на востоке, Буркина-Фасо и Кот-д’Ивуаром на юге, Гвинеей на юго-западе и Сенегалом и Мавританией на западе со столицей в Бамако.
Республика Мали входит в число стран — участниц Всемирного почтового союза (ВПС; с 1961), а её почтовым оператором является «Ля Пост дю Мали» (La poste du Mali, учреждена законом № 2017016 от 12 июня 2017 года), ранее Office national des postes.

## Развитие почты
Первые почтовые отделения на территории нынешнего Мали были открыты Сенегалом в 1890 году. В 1892 году сенегальские почтовые отделения перешли в ведение Французского Судана.
Республика Мали была создана в сентябре 1960 года и занимает примерно ту же территорию, что и бывший Французский Судан. Она заменила предыдущую, недолговечную Федерацию Мали между Французским Суданом и Сенегалом.

## Выпуски почтовых марок

### До 1959 года

#### Французский Судан
С 1894 года по 1902 год в колонии Французский Судан находились в обращении общие выпуски французских колоний (типы Alpheus Dubois и Group) с названием колонии. Первая почтовая марка Мали была эмитирована в 1894 году. Это была надпечатка на почтовых марках французских колоний: фр. «Soudan Français» («Французский Судан»).

#### Сенегамбия и Нигер
В 1903 году на почтовых марках колониального типа появилась надпись фр. «Sénégambie et Niger» («Сенегамбия и Нигер») — новое название колонии.

#### Верхний Сенегал и Нигер
В 1906 году были выпущены новые почтовые марки с надписью фр. «Haut-Sénégal-Niger» («Верхний Сенегал и Нигер»), обозначающей новую колонию, образованную в 1904 году, с различными иллюстрациями, включая колониальных деятелей: генерала Луи Федерба и генерал-губернатора Ноэля Балле в 1906 году и всадника туарегов в 1914 году. Все вышеперечисленные марки этой колонии с последующими названиями редко встречаются на письмах до 1920 года.
Почтовые марки Верхнего Сенегала — Нигера были в обращении с 1904 года по 1921 год.

#### Французский Судан, Верхняя Вольта, Нигер
В 1920 году Верхний Сенегал и Нигер стали Французским Суданом, а некоторые из регионов стали Верхней Вольтой и Нигером. Почтовые марки с изображением туарегского всадника широко использовались в этих трех колониях до конца 1920-х годов. С 1931 года по 1944 год темами были Колониальная выставка 1931 года, Пьер и Мария Кюри, путешественник Рене Кайе или годовщина взятия Бастилии. Но наиболее распространенной стала тематика выпусков 1931 года. Среди них доярка народности фулани, дверь в резиденцию Дженне и лодочник на реке Нигер.
С 1944 года по 1959 год во Французском Судане использовались выпуски Французской Западной Африки с надписью фр. «Afrique Occidentale Française» («Французская Западная Африка»).

### Федерация Мали
Первые почтовые марки с названием Мали были выпущены Федерацией Мали и были посвящены созданию Федерации, они поступили в обращение 7 ноября 1959 года. Надпись на почтовых марках Федерации: фр. «Fédération du Mali» («Федерация Мали») и «Postes» («Почта»).
В 1959 году и в начале 1960 года было выпущено девять марок от имени недолговечной Федерации Мали, в которую вошли Сенегал и Французский Судан. На них были изображены символы Федерации на серии почтовых марок с изображением рыб, а также вышел общий выпуск вместе с некоторыми другими бывшими французскими колониями в Африке.
Но между двумя государствами новой федерации быстро возникла напряженность, после чего Сенегал вышел из состава Федерации, в то время как бывший Французский Судан сохранил название Мали, а также продолжил использование почтовых марок Федерации.
Почтовые марки распавшейся федерации редко встречаются на письмах, тем более, что в 1961 году на оставшихся запасах марок была сделана надпечатка «Республика Мали».

### Республика Мали
Первые почтовые марки Республики Мали были выпущены в сентябре 1960 года. Они поступили в обращение в декабре 1960 года и январе 1961 года и представляли собой надпечатку названия республики: фр. «République du Mali» («Республика Мали») на почтовых марках Федерации Мали.
В 1961 году вышли первая памятная марка и почтовый блок Мали.
Первыми двумя стандартными выпусками молодого государства стали марки, посвящённые президентам Республики Мали: Мамаду Конате и Модибо Кейта, третий был посвящён годовщине обретения независимости.
Почтовые марки Мали на местную тематику были посвящены экономике, флоре и фауне, традиционной культуре. Вскоре появились выпуски международной тематики: Олимпийские игры и юбилеи президентов США.
Начиная с 1964 года, инициативы по борьбе с саранчой привели к появлению трёх выпусков.

### Россика
В 1970 году почтовое ведомство Мали отметило выпуском памятной марки 100-летие со дня рождения В. И. Ленина. В 1974 году вышла почтовая марка, посвящённая В. И. Ленину. К Летним Олимпийским играм в Москве 1980 года были эмитированы три серии почтовых марок и два почтовых блока. На вышедшей в 1981 году почтовой марке Мали был изображён Ю. А. Гагарин.

## Другие виды почтовых марок

### Авиапочтовые
В 1960 году были эмитированы авиапочтовые марки Федерации Мали. Надписи на таких марках: фр. «Poste aérienne» («Авиапочта»).

### Служебные
C 1961 года в Республике Мали выпускаются служебные марки. Для служебных марок характерна надпись фр. ««Officiel» («Служебное»).

### Доплатные марки
Почтовым ведомством Мали с 1961 года эмитировались доплатные марки.